# Triturus cristatus
Il tritone crestato (Triturus cristatus Laurenti, 1768) è un anfibio caudato appartenente alla famiglia dei Salamandridi.

## Descrizione
Questo tritone massiccio e dal capo largo ha una pelle dalla superficie ruvida. Le parti superiori marroni sono scure, bruno-grigiastre o nerastre, con macchie nere tondeggianti più grandi e fianchi punteggiati di numerosi puntini biancastri. Il ventre può essere rosso-arancione o giallo con grandi macchie nere, mentre la gola va dall'arancione scuro al nero con piccoli puntini bianchi. Durante la stagione riproduttiva il maschio esibisce una cresta dorsale alta e vistosamente dentellata, distinta dall'altrettanto alta cresta caudale per mezzo di una netta rientranza. Terminata la stagione degli amori questa cresta scompare per ricomparire la seguente. Le femmine sono prive di cresta dorsale e presentano semplicemente una bassa cresta caudale. I lati della coda del maschio sono percorsi da una caratteristica banda longitudinale dai riflessi argentei, sostanzialmente assente nella femmina. Quest'ultima presenta invece una regione di colore arancione alla base della coda. La lunghezza totale è di 10-16 cm nei maschi e di 11-19 cm nelle femmine.

## Biologia
In passato il tritone crestato era considerato un'unica specie distribuita in un vasto areale con quattro sottospecie. Oggi invece è riclassificato come una superspecie, ovvero un complesso di specie distinte ma strettamente imparentate tra loro, che nelle zone di sovrapposizione dei rispettivi areali possono anche ibridarsi. Attualmente nell'areale europeo sono presenti cinque tritoni crestati (i cosiddetti morfotipi) rappresentanti ciascuno una specie a sé stante. L'alimentazione di questi animali è costituita da piccoli vermi, gasteropodi o insetti, in acqua da anfipodi, larve di insetti, larve di altri anfibi e anche carogne. In Europa centrale la riproduzione, che avviene in acqua, ha luogo da marzo a giugno e comprende rituali di corteggiamento molto più intensi di quelli del tritone alpino, con i maschi che si esibiscono per esempio con «verticali sulle mani» e «frustate» con la coda. A partire da luglio gli animali si spostano sulla terraferma e le femmine depongono 200-400 uova relativamente grandi, che grazie alle loro dimensioni e alla colorazione bianco-giallastra si differenziano bene dalle uova dei tritoni più piccoli. Le uova vengono fatte aderire singolarmente su piante acquatiche, nell'arco di diverse settimane. Le larve sgusciano dopo 2-3 settimane, raggiungono fino a 8 cm di lunghezza e compiono la metamorfosi circa 3 mesi dopo.

## Distribuzione e habitat
Il tritone crestato è presente dalla Gran Bretagna e dalla Francia, passando per gran parte dell'Europa centrale, settentrionale e orientale fino agli Urali. Vive soprattutto in pianura e in collina a quote tra 200 e 600 m, più raramente fino a 1000 m (massimo 1700 m). Durante la stagione riproduttiva si può trovare in acque stagnanti con presenza di vegetazione come per esempio laghetti, fossi su prati o pianure alluvionali. Sulla terraferma, dove trascorre anche l'inverno, si può invece trovare in habitat aperti (campi coltivati, cave di ghiaia) o foreste, d'estate sotto legno morto, solitamente in prossimità dell'acqua.